# Areca salomonensis
Areca salomonensis är en enhjärtbladig växtart som beskrevs av Karl Ewald Maximilian Burret. Areca salomonensis ingår i släktet Areca och familjen Arecaceae. Inga underarter finns listade i Catalogue of Life.